# I Fall into You
I fall into you is een studioalbum van Aidan Baker. Het was een van zijn eerste albums. Het is opgenomen in april 2002 in Toronto op muziekcassette en in eerste instantie alleen als cd-r uitgebracht. In 2008 is de muziek geremasterd en uitgebracht op compact disc in een oplage van 500 stuks. De opener van het album maakt gebruik van drone tegenover loops. Lysis, het langste stuk begint met een akkoord dat of wel om een oplossing schreeuwt, dan wel een start van een sequencer om het enige richting te geven. Okabe zingt de tekst I fall into you and replicate. Vervolgens komt er elektronische slagwerk bij die een moeilijk op gang komende mars inzet. Het eind van het nummer is geëxperimenteer met loops en achteruit afspelen etc. Symbiosis laat een geleidelijke muzikale oplossing horen van een werk, dat het weer moet hebben van drones. Phage haalt terug naar Lysis en Lethe lijkt op Lapse. Centraal thema is een sensuele reis het lichaam in I fall into you/You fall into me.

## Musici
- Aidan Baker – zang en alle muziekinstrument behalve
- Naomi Okabe – zang
- Lisa Rossiter-Thornton – viool

## Muziek
Alle door Aidan Baker

| Nr. | Titel     | Duur  |
| --- | --------- | ----- |
| 1.  | lapse     | 7:19  |
| 2.  | Lysis     | 24:42 |
| 3.  | Symbiosis | 17:23 |
| 4.  | Phage     | 1:15  |
| 5.  | Lethe     | 7:16  |